# Знаменка (Славгородський округ)
Зна́менка (рос. Знаменка) — село у складі Славгородського округу Алтайського краю, Росія.

## Населення
Населення — 1270 осіб (2010; 1872 у 2002).
Національний склад (станом на 2002 рік):
- росіяни — 66 %